# Iakîmiv, Kameanka-Buzka
Iakîmiv (în ucraineană Якимів) este un sat în comuna Vîriv din raionul Kameanka-Buzka, regiunea Liov, Ucraina.

## Demografie
Componența lingvistică a localității Iakîmiv
     Ucraineană (100%)
Conform recensământului din 2001, toată populația localității Iakîmiv era vorbitoare de ucraineană (100%).